# Aigné

Aigné este o comună în departamentul Sarthe, Franța. În 2009 avea o populație de 1,530 de locuitori.